# Philip Hussey

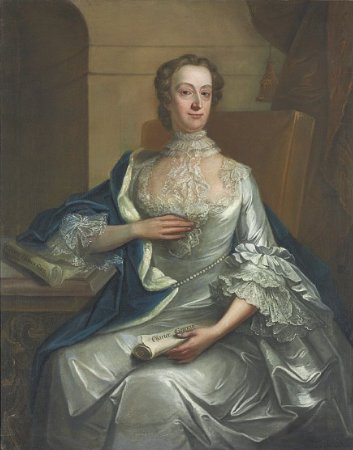
Ellis Agar de Philip Hussey (le tableau montre la comtesse de Brandon tenant les chartes de Gowran et Thomas Town)

Philip Hussey est un portraitiste irlandais né à Cork et décédé en 1783.

## Biographie
Hussey est né à Cloyne, dans le comté de Cork  et sa carrière a commencé comme marin. Il a fait trois naufrages. Il a dessiné les figures de proue et les ornements de poupe des navires, et s'est finalement installé à Dublin en tant que portraitiste sous le patronyme de Lord Chancellor Bowes, peignant des portraits en pied avec un certain succès. Il était un bon musicien, et était doué comme botaniste et fleuriste. Ses portraits de femmes seraient ceux d'hommes. Bien qu'il soit un remarquable portraitiste irlandais, Hussey n'est pas considéré comme l'un des plus importants. Sa maison était un lieu de rencontre de nombreux hommes d'art et de lettres de premier plan à Dublin. Il mourut à un âge avancé en 1783 dans sa maison d'Earl Street, à Dublin.